# Hoplorana fuscovestita
Hoplorana fuscovestita là một loài bọ cánh cứng trong họ Cerambycidae.